# Universidade Nacional de Andong
A Universidade Nacional de Andong é uma universidade nacional situada em Andong, na província de Gyeongsang do Norte, Coreia do Sul. Possui faculdades de graduação de Humanidades, Ciências Sociais, Educação, Ciências Naturais, Engenharia, Ecologia Humana e Artes e Educação Física, bem como as escolas de pós-graduação de Educação, Administração e Estudos Gerais.